# Baby D
Baby D is een Britse dancegroep die actief was in de Britse ravescene. De groep is vooral bekend om het nummer Let me be your fantasy dat in 1994 een hit werd. De groep bestaat uit producer/toetsenist Claudio Galdez, zangeres Dorothy Galdez en MC Terry Jones. Aanvankelijk maakte ook producer Floyd Dyce deel uit van de groep.

## Biografie
De wortels van Baby D liggen in midden jaren tachtig. Is die periode was Claudio Galdez betrokken bij de Britse funkgroep Phil Fearon & Galaxy. Zijn zuster Dorothy Galdez, die trouwde met Phil Fearon zong enkele nummers voor de groep. In 1987 richtte Fearon het label Production House op. Het label nam in 1990 het initiatief om een eigen ravegroep op te richten. Hierin namen Claudio en Dorothy in plaats. Als producer werd Floyd Dyce aangesteld, die tot dan toe actief was in verschillende projecten op het label. Tot slot werd ook rapper Terry Jones toegevoegd.
De eerste singles waren Day dreaming (1990) en Behind the groove (1990). In 1992 werd het nummer Let me be your fantasy uitgebracht. Het nummer is opgebouwd als een rockballad. Het is op het eerste gehoor een lovesong maar is in werkelijkheid een ode aan de drug xtc. Het nummer kende een lange mars langs vele optredens op raves. Van de undergroundhit uit 1992 werd een nieuwe uitgave in 1994 een nummer 1-hit in eigen land. Ook in Nederland bereikte het nummer de top 15. In de Ultratop in Vlaanderen was nummer 27 de hoogst bereikte positie.
Na Let me be your fantasy verschenen er nog enkele singles. Daarvan was I Need Your Loving (Everybodys Got To Learn Sometime) (1995), een cover van The Korgis, nog een klein hitje. Floyd Dyce had de groep in 1993 al verlaten, al bleef hij achter de schermen wel productioneel actief voor de groep. Zo had hij een stevige vinger in de pap in het album Deliverance dat begin 1996 in de winkels lag. Op het album speelde Baby D in op de opkomst van de drum and bass. Maar het momentum voor de groep leek voorbij en het album was geen succes.
Daarna bleef Baby D bestaan in een sluimerende toestand waarbij vooral optredens gegeven werden. In 2000 werd een 2 stepremix van Let me be your fantasy door Trick Or Treat opnieuw een succes in vele clubs. Twee keer verscheen Baby D daarna nog in een samenwerking. In 2006 werkten ze samen met Ratpack aan het nummer Sky. In 2011 was Baby D te gast op het debuutalbum van dubstep-producer Emalkay, in het nummer Keep On moving.

## Discografie

### Hitnoteringen
| Single met eventuele hitnotering(en) in de Nederlandse Top 40 | Datum van verschijnen | Datum van binnenkomst | Hoogste positie | Aantal weken | Opmerkingen |
| ------------------------------------------------------------- | --------------------- | --------------------- | --------------- | ------------ | ----------- |
| Let Me Be Your Fantasy                                        | 1992                  | 24-12-1994            | 13              | 7            |             |
| (Everybody's Got To Learn Sometime) I Need Your Loving        | 1995                  | 15-07-1997            | tip             | -            |             |

| Single met hitnotering(en) in de Vlaamse Ultratop 50 | Datum van verschijnen | Datum van binnenkomst | Hoogste positie | Aantal weken | Opmerkingen |
| ---------------------------------------------------- | --------------------- | --------------------- | --------------- | ------------ | ----------- |
| Let Me Be Your Fantasy                               | 1994                  | 07-01-1995            | 27              | 9            |             |

### Singles
- Day Dreaming (1990)
- Behind The Groove (1990)
- Let me be your fantasy (1992)
- Destiny (1993)
- Casanova (1994)
- I Need Your Loving (Everybodys Got To Learn Sometime) (1995)
- So Pure (1996)
- Take Me To Heaven (1996)
- Sky (ft. Ratpack) (2006)
- Keep On Moving (ft. Emalkay) (2011)

### Albums
- Deliverance (1996)